# 琴似発寒川
琴似発寒川（ことにはっさむがわ）は、新川の支流で、北海道札幌市西区を流れる新川水系の二級河川である。もとは発寒川の上流部であった。左股川との合流点より上流は、「右股川」とも呼ばれる。

## 地理
北海道札幌市西区西部の手稲区との境界にある手稲山の南に源を発し、山あいの小川を集めつつ、緩く南北に振れる曲線を描いて東に向かう。平和の滝を落ち、平地に出る。福井えん堤で集められてせせらぎとなる左股川を合わせ北東に向きを変え、発寒川扇状地を形成する。JR琴似駅付近でさらに向きを北に変え札幌市西区と北区の境で琴似川と合流して新川に変わる。
上流の山地では森の中を、中下流では住宅地の中を通る。中下流では、洪水防止のため深く掘り込んでコンクリート護岸で整備した河川敷を流れる。中流部の河岸には随所に公園が設けられ、そこから河川敷に降りて水辺を歩いたり、水遊びをしたりすることができる。琴似発寒川から取られた水は、札幌市の水道に使われている。
流域地区は小別沢、福井、平和、西野、山の手、西町、琴似、発寒、八軒である。

## 歴史
明治初期までは発寒川の上流部に当たる川であった。当時の発寒川は、現在の琴似川合流地点からさらに北に流れ、現在の発寒川の流路に入っていた。発寒川は北東に流れ、伏籠川と合流してすぐ石狩川（現在の茨戸川の箇所）に合流していた。
1887年 （明治20年）に新川が開削されると、発寒川の流れは途中で切られた。上流は新川に入って北西に流れるようになり、下流の発寒川とは切り離された。下流はそのまま伏籠川支流の発寒川として残り、上流部分は琴似発寒川と名称を変え、新川水系に組み込まれた。このため琴似発寒川は現在でも通称として発寒川と呼ばれることがある。
1950年代までは、堤防の整備はあまり行われておらず、台風などの増水の際には、下流付近でしばしば氾濫を起こしていた。1967年の台風後の増水に耐えられず、木製だった富茂登（ふもと）橋（山の手通り）は損壊の被害を受けた。それ以降は順次、川底の浚渫と川幅の拡張及び護岸の増強を図り、合わせて河川敷の整備、河畔の公園化に取り組んできた。現在では25の橋と16の公園・緑地が作られ、桜並木が立ち並ぶなど市民の憩いの場と変わっている。

## 生物
ヤマメやウグイが生息している。ヤマメについては稚魚の放流事業を行っている。サケがのぼる川でもあり、豊平川さけ科学館は、2003年度に約200尾の産卵があったと推定している。

## 支流
- 宮城沢川
- 永峰沢川
- 左股川

## 橋梁
- どんぐい橋
- 錦水橋
- 平和サイクル橋（人道橋）
- 平和橋
- やまなみ橋
- 中洲橋
- 風の子橋（人道橋）
- 右股橋 - 手稲右股通
- 左股橋 - 北海道道82号西野真駒内清田線、手稲左股通
- 山子橋
- 山の手橋 - 北1条宮の沢通
- 富茂登橋（ふもと） - 北海道道453号西野白石線、山の手通
- なかよし橋（人道橋）
- 発寒橋 - 北海道道124号宮の沢北一条線、北5条手稲通
- 長栄新橋 - 二十四軒手稲通
- 長栄橋
- かもめ橋（人道橋）
- 清水橋 - 桑園発寒通
- あゆみ橋 - 高架側道
- 鉄道橋 - 函館本線

- 寒月橋 - 鉄工団地通
- いたどり橋（人道橋）
- 農試公園橋 - 新琴似通

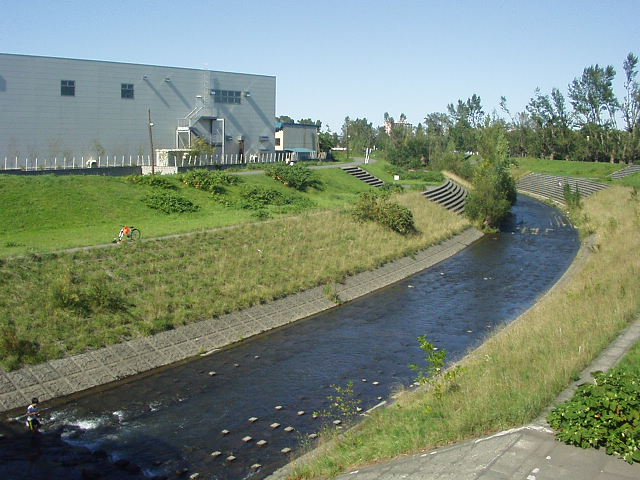
寒月橋から (2004年9月)

- 八軒橋 - 北海道道452号下手稲札幌線、下手稲通
- 新発寒橋 - 札樽自動車道、国道5号
- 西陵リンリン橋
- 西陵橋 - 西野屯田通